# Óttarr Proppé
Óttarr Proppé (ur. 7 listopada 1968 w Reykjavíku) – islandzki muzyk, aktor i polityk, poseł do Althingu, lider Świetlanej Przyszłości, w 2017 minister zdrowia.

## Życiorys
Ukończył w 1986 szkołę Pennridge High School w Perkasie w Pensylwanii. Po powrocie do Islandii od 1987 do 2010 pracował w branży księgarskiej. Jednocześnie w 1988 zajął się działalnością artystyczną jako muzyk i autor tekstów w zespołach rockowych i punkowych (m.in. HAM, Dr. Spock i Rass). Został również producentem filmów dokumentalnych i aktorem. Zagrał główną rolę w filmie Óskabörn þjóðarinnar (2000), wystąpił także m.in. w filmie Nói albinói (2003). W 2014 jako członek zespołu Pollapönk (wokal wspierający) wziął udział w 59. Konkursie Piosenki Eurowizji.
W latach 2010–2013 był radnym Reykjavíku z ramienia Najlepszej Partii, z którą dołączył do Świetlanej Przyszłości. W wyborach w 2013 uzyskał mandat posła do Althingu, z powodzeniem ubiegał się o reelekcję w wyborach w 2016. W latach 2013–2016 pełnił funkcję wiceprzewodniczącego parlamentu. W 2015 został przewodniczącym Świetlanej Przyszłości.
Po wyborach w 2016 jego ugrupowanie dołączyło do koalicji rządowej. W styczniu 2017 w nowo powołanym gabinecie Bjarniego Benediktssona objął urząd ministra zdrowia. W październiku 2017, po wyborczej porażce partii, zrezygnował z funkcji przewodniczącego. W następnym miesiącu zakończył pełnienie funkcji rządowej.